# Publicidade contextual
A publicidade contextual é um tipo de publicidade direccionada que atinge o público interessado de diferentes formas, como anúncios de texto, anúncios gráficos ou vídeos. Este sistema rastreia a página e apresenta anúncios de produtos ou serviços que correspondem às palavras contidas na página. As principais empresas envolvidas na publicidade contextual são a Google, a Yahoo e a Microsoft.
A publicidade contextual e direccionada permite colocar anúncios de texto, imagem ou vídeo em sítios Web onde o produto é discutido, ou em blogues onde os temas discutidos estão relacionados com os serviços ou produtos a anunciar.
Esta publicidade pode ser muito eficaz, uma vez que as pessoas que lêem o blogue são, por exemplo, pessoas que já possuem o produto que está a ser oferecido, caso em que poderia vender acessórios para eles, ou que estão a aprender sobre ele.
A publicidade contextual gera uma rápida exposição do rótulo num grande número de sítios Web, mas só paga os cliques que efetivamente redireccionam para o seu sítio Web. Por outras palavras, não paga pelo número de impressões de anúncios, mas pelo número de cliques efectuados no plug-in por potenciais clientes.

## Google AdSense

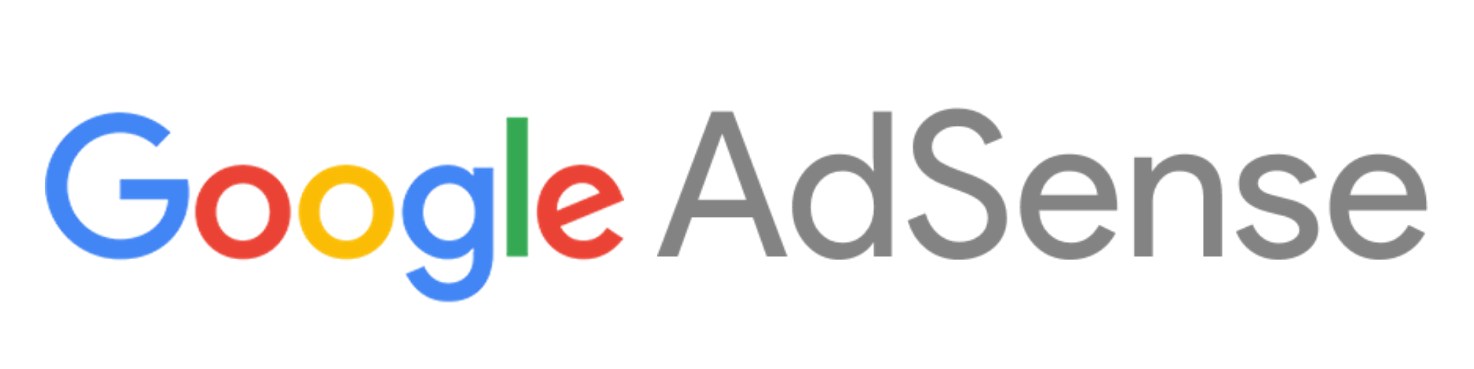
Google AdSense, o serviço de publicidade contextual mais utilizado do mundo

O Google AdSense é um dos principais gestores de publicidade contextual na Internet. O Google foi o primeiro a criar este novo serviço e é atualmente um dos mais importantes. Para obter os serviços do AdSense, tanto o sítio Web como o blogue devem ser aceites pelo Google e este decide se os anúncios serão publicados ou não. Embora inicialmente se tenha dito na Internet que se tratava do primeiro programa que permitia a qualquer pessoa colocar anúncios, na realidade todos os sítios Web passam pelos filtros de pré-seleção da Google.
Na verdade, o AdSense nunca diz exatamente quanto paga por cada clique feito pelo utilizador, mas a Google reserva sempre algumas percentagens.
De todas as estratégias que a Google utilizou no AdSense, a inserção de vídeos através do YouTube foi a única que não deu lucro suficiente, pelo que se decidiu eliminá-la do serviço.
Como o AdSense é um serviço gratuito que permite a qualquer webmaster obter lucros através da inserção de anúncios contextuais no seu sítio Web, tornou-se um serviço em expansão. Este facto permitiu à Google ser pioneira na publicidade contextual e aumentar consideravelmente as suas receitas.

## Outros serviços de publicidade contextual em linha
Existem vários serviços de publicidade contextual:
- adSense
- Microsoft PubCenter
- Yahoo! Publisher Network
- Kontera
- Infolinks
- [Contextualize-it] *